# Billy Budd (novela)
Billy Budd es la última obra del escritor estadounidense Herman Melville. Escrita entre 1886 y 1891, la novela permaneció perdida durante mucho tiempo y recién fue redescubierta y publicada en 1924 bajo el título de Billy Budd, Foretopman en el volumen XIII de la edición estándar de las Obras completas de Melville (Constable and Company, Londres). El autor no pudo completar el manuscrito antes de su muerte y eso plantea una serie de problemas que dificultan su comprensión e interpretación.

## Trama
Se escribe el año 1797 al comienzo de las Guerras napoleónicas. La Royal Navy ha sido conmocionada por los motines de Nore y Spithead. Billy Budd es un gaviero de veintiún años que es forzado a enrolarse a bordo del barco de guerra HMS Bellipotent (poderoso en la guerra), luego de haber prestado servicios en el buque mercante Los derechos del hombre, llamado así por la polémica de Thomas Paine. En el nuevo barco recibe de inmediato respeto y simpatía, sobre todo por su físico atlético y su belleza infantil, aunque tartamudea, es un expósito y analfabeto. En particular, llama la atención del maestro de armas, John Claggart. Claggart es, en un principio, amigable y cortés con Billy Budd, pero luego le pone una trampa utilizando un cómplice, para incitarlo a participar en un supuesto motín de los marineros. Cuando Billy no reacciona, Claggart se dirige directamente al capitán Vere y acusa a Billy de incitar al motín. Vere, convencido de la inocencia de Billy, ordena a los dos que comparezcan en su cabina. Cuando Billy escucha la acusación de los labios de Claggart, reacciona consternado, pero su tartamudeo le impide responder. En su impotencia, golpea con el puño a Claggart, el cual cae al piso y muere. El capitán Vere ve la muerte de maestro de armas como un juicio de Dios, pero como Billy Budd se ha rebelado contra un superior, la ley requiere que se lo juzgue en un consejo de guerra. Vere advierte a los miembros de la corte marcial que no deben dejar que sus sentimientos guíen su decisión, y Billy Budd es sentenciado a muerte. Claggart es enterrado con todos los honores, y Billy condenado a ser ahorcado al amanecer en presencia de toda la tripulación. Antes de morir, grita: "Dios bendiga al capitán Vere", y los marineros se unen a la llamada, estando, a pesar de ello, desconformes con el capitán. Poco tiempo después, Vere resulta herido de muerte  en una escaramuza con el buque de guerra francés Athée (ateo). Moribundo, pronuncia las palabras "Billy Budd, Billy Budd". Unas semanas después, aparece un informe periodístico que distorsiona los hechos. La novela termina con una balada sentimental de marineros, Billy Budd in the Darbies. Billy permanece con vida en el cariño, los recuerdos y canciones de sus compañeros marineros.

## Génesis e historia de la publicación
Herman Melville comenzó a escribir Billy Budd después de retirarse de su trabajo como inspector de aduanas a fines de 1885. Para entonces, había escrito sus últimas obras en prosa tres décadas antes y su nombre había sido olvidado en gran medida. Aparentemente, Melville primero trabajó en un poema llamado Billy in the Darbies, sobre un anciano marinero condenado por amotinarse, que luego convirtió en el poema al final del libro. El proceso de escritura fue largo y difícil, como lo indican las largas horas de trabajo y el manuscrito, que estaba lleno de correcciones y anotaciones. Después de su defunción, su viuda, Elizabeth Knapp Shaw (1822–1906), trató de preparar el manuscrito para su publicación, pero no pudo discernir las intenciones de su esposo en puntos clave. La cuestión de cómo debería llamarse el libro tampoco estaba clara. El manuscrito cayó en el olvido hasta que el primer biógrafo de Melville, Raymond M. Weaver, lo encontró entre otros papeles en 1919. Weaver publicó su adaptación del manuscrito en 1924 y la novela fue aclamada como una obra maestra por muchos críticos. Sin embargo, de acuerdo con el estado actual de la investigación, algunos errores se colaron en la versión de Weaver debido a malas interpretaciones y lecturas incorrectas de la complicada letra de Melville. Las "raspaduras" de Billy Budd se encuentran en las 351 hojas del manuscrito que ahora están guardadas en la Biblioteca Houghton de la Universidad de Harvard. El estado de este manuscrito ha sido descrito como "caótico", con una desconcertante variedad de correcciones, cancelaciones, hojas cortadas y pegadas, anotaciones varias y con al menos dos intentos de hacer una copia en limpio. La composición se desarrolló en tres fases generales, como lo muestran los académicos de Melville Harrison Hayford y Merton M. Sealts, Jr., quienes realizaron un extenso estudio de los documentos originales de 1953 a 1962, que resultaron en la publicación de una nueva transcripción que es más cuidadosa y correcta. Una edición adicional basada en Hayford y Sealt fue publicada en 2017 por G. Thomas Tanselle en Northwestern University Press.

## Estilo y estructura
Billy Budd es, no solo para el lector moderno que no está familiarizado con el lenguaje técnico de los marineros en un velero, una lectura bastante difícil. La novela, que tiene unas cien páginas, se divide en treinta capítulos, que en la mayoría de los casos son independientes en términos de contenido. Algunos de ellos contienen digresiones históricas -en particular sobre Nelson y los motines-, otros, reflexiones filosóficas o psicológicas o aquellos en los que el narrador hace comentarios sobre los personajes, su apariencia, su historia y sus motivos. Como consecuencia de ello, la trama es interrumpida repetidamente y el modo de representación permanece estático, sin otorgarle al lector un flujo narrativo continuo. El lenguaje es compacto como en los poemas tardíos de Melville y, además de peculiaridades gramaticales, contiene un gran número de frases de difícil comprensión, que parecen ambiguas y tal vez ya arcaicas en la época del autor. También está sobrecargado de metáforas y referencias simbólicas a veces difíciles de interpretar, ambigüedades, alusiones irónicas y referencias a paralelos históricos, especialmente del Antiguo Testamento, la mitología griega y la literatura inglesa del siglo XVII.  La novela se sitúa entre la perspectiva narrativa personal y la del autor. A veces el narrador es omnisciente, pero otras veces pretende difundir sólo rumores inciertos, tiene que omitir -supuestamente- cosas cruciales, argumentando que le falta información sobre ellas. Incidentalmente, afirma que esta historia, que él (probablemente con referencia al artículo distorsionado del periódico) también llamó Inside Narrative, consiste en hechos y no es fábula o ficción.

## Personajes principales
La novela se basa en tres personajes contrastantes, descriptos, en parte, alegóricamente.
Billy Budd, un expósito de Bristol, es inocente, tiene buena apariencia y un carisma natural que lo hacen popular entre la tripulación. Tartamudea, lo cual se hace más notorio cuando está emocionado. Sin „ninguna agudeza de facultades y nada de la cautela de la serpiente... tenía la inteligencia y la rectitud nada convencionales de una criatura humana y sensata a quien aún no se le ha ofrecido la cuestionable manzana del conocimiento.“ El autor lo llama niño hombre, pero también lo compara con Apolo y Aquiles. Es un bárbaro íntegro, el tradicional noble salvaje "más antiguo que la ciudad de Caín y el hombre urbanizado", la ignorancia a merced de las maquinaciones de un mundo corrompido por el pecado. Al final de la novela se transfigura en una apoteosis, en una representación de Cristo, ya que su cuerpo, colgando de la horca, es iluminado por el sol surgiendo entre las nubes  "como el Cordero de Dios". Billy Budd muere milagrosamente sin la agonía habitual, y los marineros sacan astillas de la verga de donde fue colgado como si se tratara de reliquias de la cruz de Cristo.
Se han señalado aspectos homoeróticos de la figura. Diversas descripciones dan la pauta de ello: "de expresión adolescente en su rostro imberbe y casi femenino", "„algo en lo efímero de su gesto, y en todas sus posturas y movimientos, que recordaba a una madre favorecida por Amor y las Gracias“, "su rostro exhibía el mismo aire humano y sosegado con que retrataban a veces los escultores griegos al fuerte héroe, Hércules. Pero eso también lo matizaba con sutileza otra cualidad dominante. La oreja, pequeña y bien formada, el arco del pie, la curva de la boca y la nariz..."
Claggart es un hombre alto, enjuto, pálido, con rasgos notables y una barbilla protuberante. Su porte y apariencia dan la pauta de que no se trata de una perona que estuviera destinada a la marina, además de faltarle experiencia en ese campo. En un principio ha debido realizar los trabajos más bajos, pero en base a su inteligencia ha alcanzado la función de maestro de armas. Nada se sabe de su pasado y tal vez no sea inglés. Se rumorea que habría estado encarcelado por estafa, pero no hay pruebas de ello. Ejerciendo el cargo de una suerte de policía marítimo y teniendo subordinados sumisos, posee una influencia subterránea sobre lo que sucede en el barco. En base a su inteligencia, su deferencia para con sus superiores y una cierta astucia para el fisgoneo, ha conseguido mejorar su posición en la jerarquía naval.
El capitán Vere tiene, a diferencia de Billy Budd y Claggart , que son caracterizados en un contraste deliberado de blanco y negro, aspectos menos claros y casi contradictorios. El nombre evoca asociaciones con el latín verus = verdadero, vir = hombre, así como el inglés revere = reverenciar, pero quizás también vere = girar. Es soltero, noble, un humanista altamente educado ávido lector de Montaigne, y al mismo tiempo un soñador (Starry Vere) solitario, pero juez infalible del carácter ajeno, que comprende a Billy Budd y Claggart de inmediato. Para Billy es una figura paterna, y, por lo demás, se lo asocia con Abraham y Dios Padre. Su comportamiento plantea interrogantes que conducen a interpretaciones muy diferentes de la novela. En su libro Melville: His World and Work  A. Delbanco enfatiza que bajo la Ley de Motines, y dado que habían tenido lugar dos rebeliones recientemente, Vere tenía que condenar a Billy como lo hizo. La mayoría de los críticos no están de acuerdo con ello: ya el médico señala que una condena en el acto es contraria a la ley de motín, tanto él como el resto del jurado están consternados y muestran falta de comprensión de los argumentos y la sentencia de Vere. Los críticos modernos señalan las debilidades del carácter de Vere: es demasiado estudioso de los libros y no tiene contacto con la tripulación. Asustado por motines anteriores, fracasa en el momento de crisis. El narrador evita cualquier comentario directo. pero al comienzo de la novela retrata a Nelson como el capitán ideal, enfatizando cómo el joven Nelson fue asignado para capitanear una tripulación incitada al motín, y cómo su carisma lo evitó. Eso también podría ser una crítica indirecta al capitán Vere. El enfoque apresurado de Vere también parece extraño para el lector, especialmente el hecho de que las maquinaciones de Claggart y las circunstancias que rodearon su muerte se mantienen en secreto para los marineros.
En algunas versiones de la novela, Melville se centró más en el capitán Vere, y quizás sea el personaje trágico, ya que siente que, en contra de sus mejores instintos, debe juzgar a Billy. Hacia el final parece perturbado y  quebrantado por su conflicto moral entre la simpatía humana y las exigencias de la disciplina militar. El final de la novela pertenece a los simples marineros. Cumplen la orden, pero en su recuerdo de Billy Budd perdura en ellos el sentimiento de que podría haber algo mejor en el mundo. Algunos críticos también creen que el aura homoerótica que destila Billy Budd afecta inconscientemente al capitán e influye en sus decisiones. Esta suposición también se ve alimentada por el hecho de que el narrador omite una escena clave del evento, la conversación entre el capitán y Billy Budd después de la muerte de Claggart. El  viejo danés que lo ve todo y parece saberlo todo, pero se calla o solo hace insinuaciones oraculares juega un papel extraño en ello, y algunos críticos lo ven como un portavoz del autor.

## Temas

### Moral
Billy Budd asume el papel del héroe intachable, cuya inocencia, belleza y fuerza van de la mano de una naturaleza moral superior. La virtud, sin embargo, está unida a ciertos riesgos; "toda la inocencia de la que es capaz el hombre no siempre aguza las facultades o ilumina la voluntad en caso de emergencia moral." Si bien Claggart también es un hombre agraciado, de buena planta y preocupado de su indumentaria, no puede competir con la notable belleza física de Billy Budd. Su primer reacción es la ironía, que se manifiesta en atribuírle apodos a Billy. La segunda es una envidia creciente, que lleva al narrador a diversas reflexiones: "La envidia de Claggart era más profunda. Si veía con recelo la apostura, la salud desbordante y la alegría de vivir de Billy Budd, era porque intuía que iban acompañadas de una naturaleza tan sencilla que jamás había sentido inquina por nadie ni había sufrido la mordedura de esa serpiente tan repulsiva...Con una sola excepción, el maestro de armas era tal vez la única persona a bordo con la capacidad intelectual necesaria para apreciar el fenómeno moral que se daba en Billy Budd." En Claggart se plantea el conflicto entre una apreciación racional y estética del encanto y la inocencia y, por otra parte, el desprecio cínico por cualidades que le son inalcanzables. Se describe la paradoja de un individuo que es capaz de apreciar, pero no de hacer el bien y es incapaz de combatir su "maldad elemental". Comparándolo con un escorpión, se lo exime de responsabilidad, ya que solo cumple el papel que le fue asignado por Dios. Melville describe su psicología: "“La depravación más sutil acostumbra a manifestar una prudencia inusitada, pues debe ocultarlo todo...la conciencia de Claggart no era sino el abogado de su voluntad y creaba monstruos de naderías.” 

### Justicia
Desde finales del siglo XX, Billy Budd se ha convertido en un texto central en el campo de la erudición jurídica conocida como derecho y literatura. El juicio a Billy Budd ha sido el centro de la investigación académica sobre los motivos de Vere y la necesidad legal de la condena de Billy. Una frase resume el dilema del capitán Vere: "Desde el punto de vista legal, la víctima aparente de la tragedia era quien había buscado convertir en víctima a un hombre inocente; y el acto indiscutible cometido por éste constituía, para cualquier marino, el más odioso de los crímenes militares." El hecho que el incidente ocurra en un momento en el cual han debido reprimirse insurecciones en la marina inglesa, lo cual implica una coyuntura muy crítica para la autoridad naval, lleva a que lo acontecido adquiere una importancia que trasciende los límites del barco. Richard Weisberg, licenciado tanto en literatura comparada como derecho, argumentó que Vere se equivocó al desempeñar los papeles de testigo, fiscal, juez y verdugo, y que fue más allá de la ley cuando condenó inmediatamente a Billy a la horca. Sobre la base de su estudio de la ley estatutaria y las prácticas en la Royal Navy en la era en la que se desarrolla el libro, Weisberg argumenta que Vere distorsionó deliberadamente la ley sustantiva y procesal aplicable para provocar la muerte de Billy. Larry J. Reynolds plantea que "Por un lado, se puede argumentar que Vere prejuzga el caso contra Billy, utiliza procedimientos irregulares para condenarlo, y luego lo ejecuta en un grave error judicial. Por el otro, se puede argumentar que Vere, aunque lleno de compasión  para con Billy, actúa con una heroica presencia de ánimo durante una crisis, preservando el orden social en base a un acto de severa pero necesaria justicia." Eric Stein describe la situación de forma más radical: La injusticia del fallo de Vere nace de un sistema que exige la sangre de sus constituyentes en aras de su propia perpetuación. Billy amenaza el orden del imperio, Vere está llamado a actuar, a convertirse en un mero instrumento del gobierno.

## Interpretaciones
Las interpretaciones de la novela difieren. En Billy Budd se ha visto a Adán antes de la caída o una figura semejante a Cristo. En Claggart Satanás y en el capitán Vere Dios Padre y, por lo tanto, en la novela se podría reconocer un giro del difunto Melville al cristianismo. Melville habría enfatizado el imperativo del orden y la disciplina, personificados por el capitán Vere, en un momento de su vida en que se vio confrontado con la revuelta de Haymarket y otros episodios semejantes. Se ha señalado el carácter alegórico de los personajes, así como la cosmovisión pesimista del Melville y su giro hacia una actitud más conservadora. Dice Reynolds al respecto: “A pesar de esta actitud fatalista hacia el cambio político, conectada con su visión pesimista de la humanidad, Melville evidenció en su vida...un sentido del deber similar al de Vere”
El pesimismo de Melville también puede entenderse en el sentido de que el mundo ha sido profundamente degenerado por la caída del hombre -y para Melville eso significa la destrucción del orden natural y la armonía- en el proceso civilizatorio en curso, y solo a través de un orden riguroso en una jerarquía rígida, las convenciones antinaturales y la disciplina militar se mantienen juntas. El buque de guerra Bellipotent, en el que Billy Budd fue reclutado a la fuerza, es un símbolo del impulso destructivo de la humanidad. En un mundo así gobernado por las malas pasiones y la guerra, Billy Budd todavía puede jugar al ángel de la paz en un buque mercante, pero en el barco de guerra es un factor perturbador, un intruso de otro mundo mejor y, por lo tanto, se convierte en una tentación. Al igual que Moby Dick, puede destruir espontáneamente a un atacante, pero entonces se convierte inevitablemente en víctima de este orden de violencia y corrupción. Cuando Billy ataca a su calumniador, Vere exclama: "¡Muerto por un ángel de Dios! Pero ¡el ángel habrá de ser colgado!" Vere sabe que Budd tiene que morir porque, ahora en verdad, ha comenzado un motín en el barco.

## Recepción
El libro ha sido objeto de una serie de importantes revaluaciones críticas  en los años transcurridos desde su descubrimiento. Raymond Weaver, su primer editor, inicialmente no quedó impresionado y lo describió como "no distinguido". Después de su publicación en Inglaterra, y con críticos de la talla de D. H. Lawrence y John Middleton Murry aclamándola como una obra maestra, Weaver cambió de opinión. En la introducción a su segunda edición en las Novelas cortas de Herman Melville de 1928, declaró: "En Pierre, Melville se había lanzado a sí mismo a una furia de vituperios contra el mundo; con Billy Budd justificaría los caminos de Dios al hombre". Thomas Mann dijo que Billy Budd era "una de las historias más bellas del mundo" y declaró que desearía haber escrito la escena de la muerte de Billy.
Hershel Parker está de acuerdo en que "obra maestra" es una descripción apropiada del libro, pero agrega una salvedad: "Examinar la historia y la reputación de Billy Budd me ha dejado más convencido que antes de que merece una calificación de alto nivel (aunque no precisamente el alto nivel que tiene, cualquiera que sea) y más convencido de que es una historia maravillosamente enseñable, siempre y cuando no se transmita como una obra de arte terminada, completa, coherente y totalmente interpretable."

## Adaptaciones

### Cine
- La película de 1962 La fragata infernal fue dirigida por Peter Ustinov que también asumió el papel del capitán Vere, junto a Terence Stamp como Billy Budd y Robert Ryan como Claggart. Stamp fue nominado a un Premio de la Academia al Mejor Actor de Reparto y recibió un Globo de Oro al Revelación Masculina Más Prometedora.
- Otra adaptación cinematográfica, aunque muy libre, fue realizada en 1999 por Claire Denis como The Foreign Legionnaire ("Beau travail").

### Ópera
- Benjamin Britten (música), Edward Morgan Forster / Eric Crozier (libreto): Billy Budd. Ópera en 2 actos con prólogo y epílogo. Primera función: 1 de diciembre de 1951 Londres (Royal Opera House); Revisión: 1961 Giorgio Federico Ghedini (música), Salvatore Quasimodo (libreto): Billy Budd. Oratorio escénico en un acto Estreno: 8 de septiembre de 1949 Venecia (Teatro La Fenice)

### Teatro
- Louis O. Coxe, Richard Chapman: Billy Budd. Basada en la novela (escrita en 1949, luego representada en Broadway). Libros de Heinemann, Londres 1981, ISBN 0-435-22151-5.